# José Luis Ballester
José Luis Ballester Tuliesa (Vinaroz, 17 de agosto de 1968) es un deportista español que compitió en vela en la clase Tornado.
Participó en tres Juegos Olímpicos de Verano, obteniendo una medalla de oro en Atlanta 1996 en la clase Tornado (junto con Fernando León Boissier), el duodécimo lugar en Barcelona 1992 y el noveno en Sídney 2000, también en el Tornado.
Ganó cinco medallas en el Campeonato Mundial de Tornado entre los años 1994 y 1998, y dos medallas de bronce en el Campeonato Europeo de Tornado, en los años 1997 y 1999.
Después de su carrera deportiva, se dedicó a la política, ejerciendo de director general de Deportes del Gobierno balear entre 2003 y 2007. En su vida política se vio envuelto en dos casos judiciales, en 2007 por irregularidades financieras en la construcción del velódromo Palma Arena, y un par de años después por el caso Nóos.

## Biografía
Nacido en 1968 en Vinaroz, pero a los cinco años de edad se trasladó a la isla de Mallorca, donde comenzó a navegar en el puerto de Pollensa en 1977.
En el ámbito deportivo, sus logros más significativos fueron una medalla de oro en la clase Tornado junto con su compañero Fernando León Boissier en los Juegos Olímpicos de Atlanta 1996 y cinco medallas en Mundiales, entre ellas una de oro. Durante esa época se hizo amigo de la familia real.
Tras retirarse de la alta competición, trabajó para el Partido Popular como director general de Deportes de las Islas Baleares bajo la presidencia de Jaume Matas. A finales de 2007 fue investigado judicialmente por supuestas irregularidades en la construcción del velódromo Palma Arena, basadas en la adjudicación de contratos al Instituto Nóos, que era presidido por su amigo Iñaki Urdangarin.
En 2011 se enfrentó a un juicio derivado del caso anterior, y que fue conocido como caso Nóos, sobre corrupción dentro del Partido Popular de Islas Baleares y su relación con el Instituto Nóos. A pesar de haberse arrepentido y de haber declarado en contra de sus antiguos colegas, en 2016 fue condenado por prevaricación y fraude a quince meses y dos días de prisión.

## Palmarés internacional
| \| Juegos Olímpicos \| Juegos Olímpicos \| Juegos Olímpicos \| Juegos Olímpicos \| \| Año \| Lugar \| Medalla \| Clase \| \| ------------------ \| ---------------------------- \| ----------------- \| ---------------- \| \| 1996 \| Atlanta ( Estados Unidos) \| Medalla de oro \| Tornado \| \| Campeonato Mundial \| \| \| \| \| Año \| Lugar \| Medalla \| Clase \| \| 1994 \| Båstad ( Suecia) \| Medalla de oro \| Tornado \| \| 1995 \| Kingston ( Canadá) \| Medalla de bronce \| Tornado \| \| 1996 \| Brisbane ( Australia) \| Medalla de plata \| Tornado \| \| 1997 \| Hamilton ( Bermudas) \| Medalla de plata \| Tornado \| \| 1998 \| Búzios ( Brasil) \| Medalla de bronce \| Tornado \| \| Campeonato Europeo \| \| \| \| \| Año \| Lugar \| Medalla \| Clase \| \| 1997 \| La Grande-Motte ( Francia) \| Medalla de bronce \| Tornado \| \| 1999 \| Puerto de Pollensa ( España) \| Medalla de bronce \| Tornado \| |                              |                   |         |
| Juegos Olímpicos |                              |                   |         |
| Año | Lugar                        | Medalla           | Clase   |
| 1996 | Atlanta ( Estados Unidos)    | Medalla de oro    | Tornado |
| Campeonato Mundial |                              |                   |         |
| Año | Lugar                        | Medalla           | Clase   |
| 1994 | Båstad ( Suecia)             | Medalla de oro    | Tornado |
| 1995 | Kingston ( Canadá)           | Medalla de bronce | Tornado |
| 1996 | Brisbane ( Australia)        | Medalla de plata  | Tornado |
| 1997 | Hamilton ( Bermudas)         | Medalla de plata  | Tornado |
| 1998 | Búzios ( Brasil)             | Medalla de bronce | Tornado |
| Campeonato Europeo |                              |                   |         |
| Año | Lugar                        | Medalla           | Clase   |
| 1997 | La Grande-Motte ( Francia)   | Medalla de bronce | Tornado |
| 1999 | Puerto de Pollensa ( España) | Medalla de bronce | Tornado |